# Université de médecine de Vienne
L'université de médecine de Vienne (en allemand : Medizinische Universität Wien) est une université située à Vienne en Autriche. Son origine remonte à la création de l’Alma mater rudolphina, ou université de Vienne en 1365, dont elle fut la faculté de médecine jusqu'en 2004.
Dès lors, elle fonctionne en tant qu'université autonome avec le but de proposer aux étudiants de médecine une formation moderne qui vise plus sur l'intégration des différentes branches et l'application des connaissances que sur l'étude théorique. Même si l'université en tant qu'autonome est très jeune, elle est l'héritier de plus de six siècles d'histoire d'éducation et de recherche en médecine, et aussi du lien traditionnel de Vienne à la médecine.
Pour ne citer que Sigmund Freud, Robert Bárány et Ignaz Semmelweis, Vienne était un centre mondial pour la médecine. L'université de médecine s'est posé le but de revenir à ces temps qui furent interrompus par les turbulences des deux guerres mondiales.
Elle est une importante institution de recherche et employeur de plus de 1600 médecins travaillant à l'Hôpital général de Vienne et d'environ 1 800 scientifiques. 7 500 étudiants y font leurs études de médecine.
Les trois piliers du système universitaire forment la recherche, l'éducation et la prise en charge des patients. 
Entre les cursus proposés figurent médecine, médecine dentaire, informatique médicale et différentes formations de Ph D.

## Personnalités liées à l'établissement

### Conseil universitaire
- Eva Dichand, présidente

### Anciens élèves

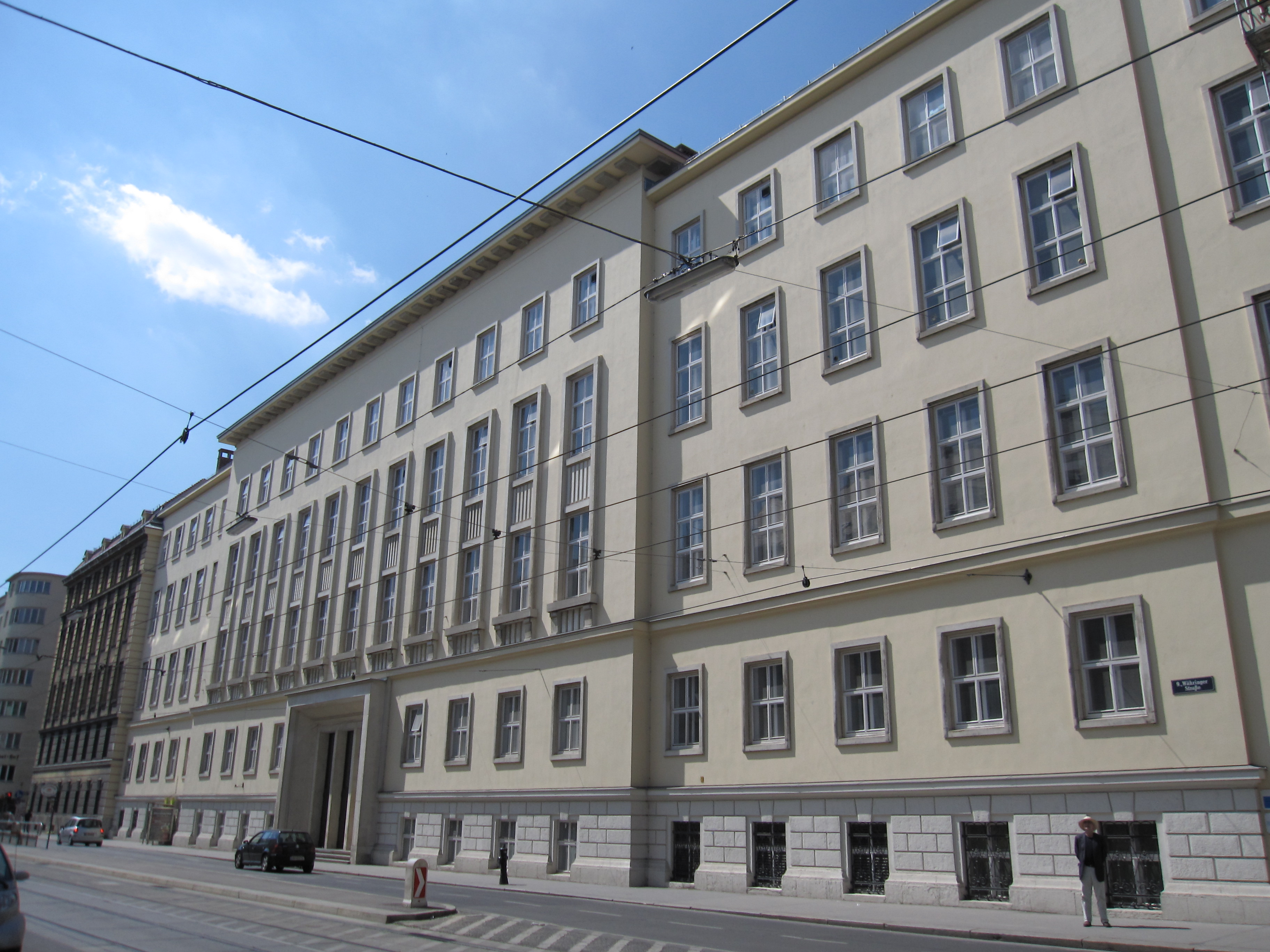
Institut d'anatomie de l'université de médecine de Vienne

- Bernhard Aschner
- Martine Mergen
- Pamela Rendi-Wagner
- Carl Sternberg